# Schoonmaakbedrijf
Een schoonmaakbedrijf is een bedrijf dat diensten aanbiedt op het gebied van eenmalige (dagelijkse) of regelmatige (periodieke) schoonmaak in, op of aan gebouwen, terreinen of verkeersmiddelen. Hierbij kan het gaan om reguliere schoonmaak, maar ook om specialistische reiniging zoals vloeren van linoleum of natuursteen, of het schoonmaken in de horeca Nederland conform de HACCP. Bouwreiniging zoals asbestverwijdering of grondreiniging zijn Bouw voorbereidingswerkzaamheden die veelal door separate takken van bouwbedrijven of middels kleine specialistische dochterondernemingen worden verricht. 
Een nieuwe ontwikkeling in de Nederlandse schoonmaakbranche is de oprichting is de Rijksschoonmaakorganisatie (RSO).